# Тетерук, Андрей Анатольевич
Андре́й Анато́льевич Тетеру́к (укр. Андрій Анатолійович Тетерук; род. 15 мая 1973) — украинский военачальник, полковник, командир добровольческого батальона патрульной службы милиции особого назначения «Миротворец» ГУ МВД Украины в Киевской области. Народный депутат Украины 8-го созыва от партии «Народный фронт».

## Биография
Родился 15 мая 1973 года в Виннице. В 1990 году окончил среднюю школу № 12. С 1990 по 1994 год учился в Московском высшем общевойсковом командном училище имени Верховного Совета РСФСР, после чего пять лет по контракту служил в ВС России на Дальнем Востоке на должностях командира взвода, командира мотострелковой роты и командира разведывательной роты.
В 1999 году переехал на Украину и принял украинское гражданство, где начал карьеру в МВД в войсковой части № 3028 (г. Калиновка, Винницкая область). Прошёл путь от командира взвода огневой поддержки до командира роты специального назначения. Был старшим помощником начальника штаба, заместителем начальника штаба.
В октябре 2003 года прошёл стажировку по курсу борьбы с международным терроризмом в полицейской академии им. Хосни Мубарака (Египет). В 2004—2005 годах проходил службу в составе миротворческой миссии сил ООН в Косово. Был заместителем командира, начальником штаба специального миротворческого подразделения МВД Украины.
В 2006—2007 годах был в составе второй миротворческой миссии в Косово, по завершении которой вышел на пенсию и возглавил отдел безопасности одного из торговых центров в Киеве.
В 2011 году окончил Винницкий торгово-экономический институт Киевского национального торгово-экономического университета по специальности менеджмент организации, после чего основал компанию ООО «ОП Спецтехника» по изготовлению топливозаправщиков.

### Участие в АТО
В начале марта 2014 года, после аннексии Крыма Россией, Тетерук пошёл добровольцем в военкомат. 23 мая 2014 года был назначен командиром батальона патрульной службы милиции особого назначения «Миротворец» ГУ МВД Украины в Киевской области. В состав батальона вошли военные с боевым опытом и офицеры МВД. 11 июля 2014 года батальон «Миротворец» был командирован в зону проведения АТО.
Тетерук вместе с 70 бойцами вышел с «Иловайского котла» дней удерживал один из ключевых пунктов — вагонное депо.

### Политическая карьера

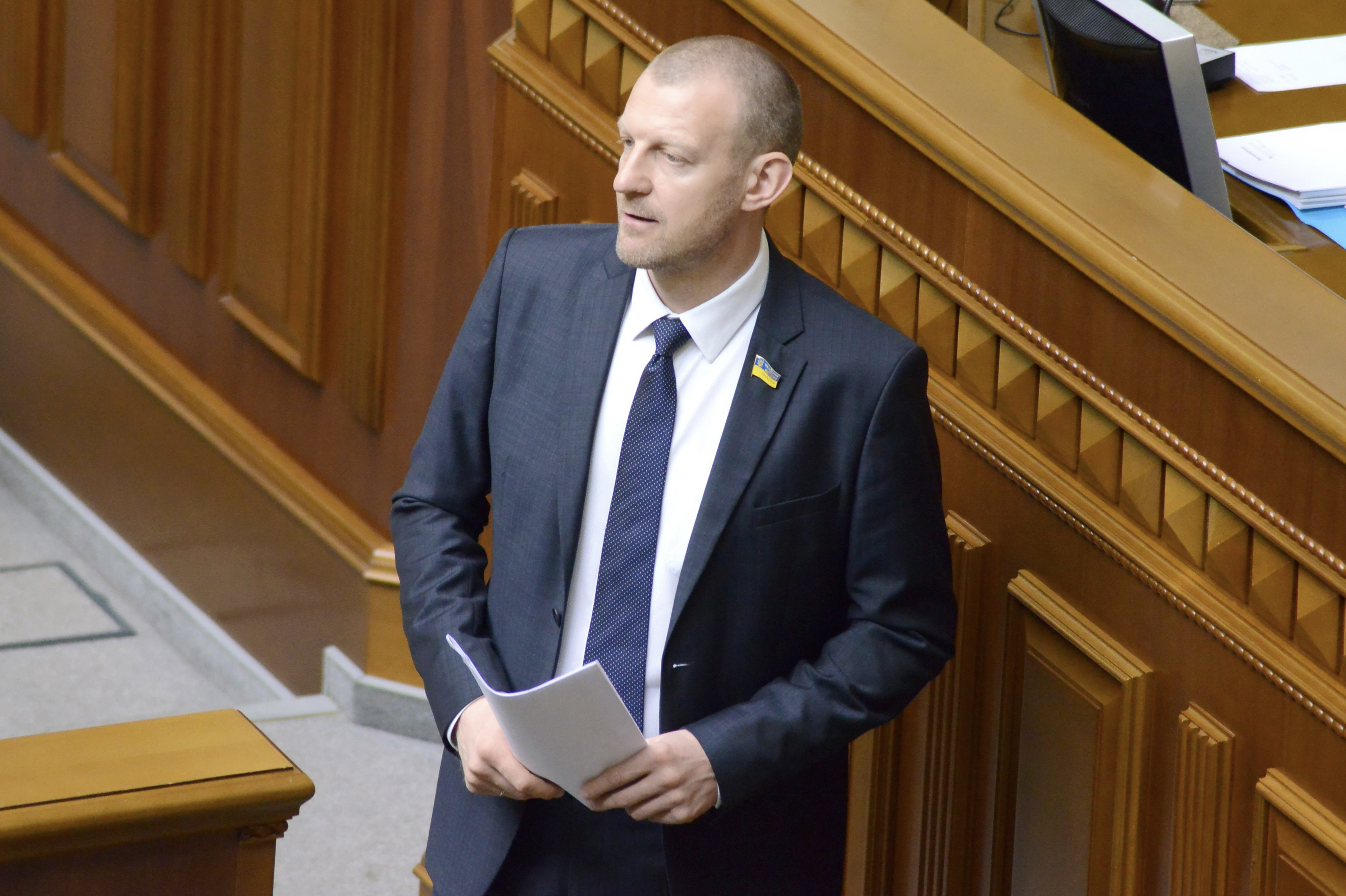
Тетерук в Верховной Раде Украины, 2015

В августе 2014 вместе с другими командирами добровольческих подразделений (командиром полка «Азов» Андреем Билецким, полка «Днепр-1» Юрием Березой, батальона «Киев-1» Евгением Дейдеем, батальона «Артёмовск» Константином Матейченко и другими) вошёл в состав военного совета «Народного фронта» — специального органа, призванного разработать предложения по укреплению системы обороны страны. В октябре на досрочных парламентских выборах избран Народным депутатом Украины 8-го созыва от партии «Народный фронт» (№ 5 в избирательном списке). Первый заместитель главы фракции, с 14.01.2015 до 02.06.2015 г. (после ухода в СНБО Александра Турчинова) фактически исполнял обязанности главы фракции.
В феврале 2015 года делегация, состоящая из членов украинского парламента (Анатолий Пинчук, Юрий Береза, Семен Семенченко, Андрей Семидидько, Борис Бойко, Сергей Михайленко, Рафаэль Люкманов, Игорь Лепша и Анатолий Дробаха), в которую входил Андрей Тетерук и профессора Джорджтаунского университета предоставила офису американского сенатора-республиканца от штата Оклахома Джеймса Инхофа фальшивые фотографии, призванные доказать присутствие российских войск на Донбассе. Несколько фотографий, призванных доказать присутствие российской армии на востоке Украины, были опубликованы изданием The Washington Free Beacon во вторник.Вскоре выяснилось, что некоторые из них - фотографии других конфликтов, часть из них - конфликтов, произошедших годами ранее.
3 ноября 2015 года во время обсуждения законопроекта о реестре военнообязанных на трибуне Рады произошла стычка между докладчиком Тетеруком и депутатом Александрой Кужель. 5 ноября во время продолжения конфликта возле приёмной председателя Верховной рады Тетерук ударил Кужель стеклянной бутылкой по голове, причинив ей сотрясение мозга. Кужель сказала, что во время инцидента Андрей Тетерук был пьян и всё время словесно оскорблял её. В связи с этим фракция «Батькивщины» потребовала от него сложения депутатского мандата. Тетерук был вызван на допрос в Генеральную прокуратуру Украины.
В октябре 2016 года Тетерук пожаловался на низкую зарплату, которую получают народные депутаты: «Нужно ездить за границу. Нужно выглядеть как украинский политик. Почему я должен зависеть от того, есть ли у меня деньги на поездку за границу или нет? Почему я должен ехать в том же костюме, который я купил, например, два года назад? Одно дело, когда минимальную зарплату получает, извините, дворник, который подметает двор и народный депутат, который отвечает своими решениями за дальнейшее развитие ситуации в стране. Ответственность совсем другая».
В ноябре 2016 года Андрей Тетерук и его коллега по «Народному фронту» Сергей Пашинский отказались испытывать с близкого расстояния миномёты украинского производства М120-15 «Молот» (разработан на основе советского 2Б11), на ненадёжность которого неоднократно жаловались украинские военные.
Бывшая заместитель министра информационной политики Татьяна Попова обвинила в давлении на журналистов депутатов Верховной рады от «Народного фронта» Антона Геращенко, Андрея Тетерука и Дмитрия Тымчука в связи с критикой публикации на сайте «Миротворец» данных журналистов. Попова заявила: «Началась кампания по раскачке ненависти к журналистам и ко мне, угрозы. Мы подавали заявления в полицию, безрезультатно. Затем было заклеивание стекла в авто Радио «Свобода», когда они снимали у МВД. Такие вещи не позволяют мне оставаться».
1 ноября 2018 года был включен в список украинских физических лиц, против которых российским правительством введены санкции.

### Семья
Женат, отец двоих детей.

## Награды
- Орден Богдана Хмельницкого 3-й степени (29 сентября 2014) — за личное мужество и героизм, проявленные в защите государственного суверенитета и территориальной целостности Украины[26]
- Медаль за миротворческую миссию ООН в Косово (UNMIK)[27][28]